# 셀키

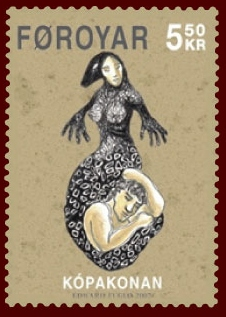

스코틀랜드 신화에서 셀키(selkie)는 다른 동물로 변화할 수 있는 신화적 실체이다. 이들은 스코틀랜드 북방 군도가 기원이 되는 설화와 신화에서 발견된다.
이 설화는 자신들의 물개가죽을 훔치고 숨긴 누군가에 의해 인간과의 관계에 수반된 여성 셀키들을 주변으로 이야기가 전개된다.

## 용어
스코틀랜드어의 단어 셀키(selkie)는 구어적으로 회색바다표범을 의미하는 지소사이다. 그 밖의 지소사 표기는 다음을 포함한다: selky, seilkie, sejlki, silkie, silkey, saelkie, sylkie 등

## 스코틀랜드 전설
셀키에 얽힌 설화의 다수는 북방 군도(오크니, 셰틀랜드)에서 수집되고 있다.

## 같이 보기
- 켈피
- 인어
- 반어인
- 날개옷 설화